# 人工街溪

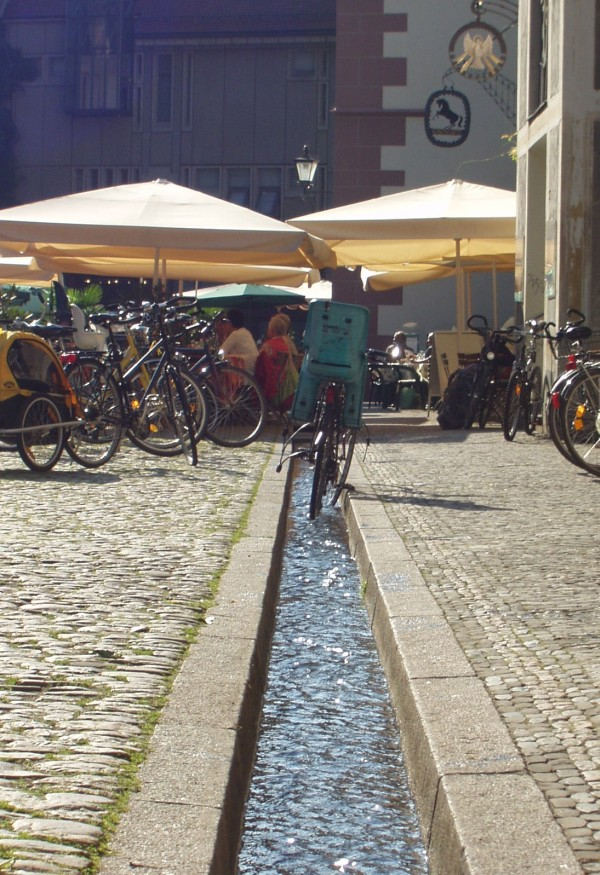

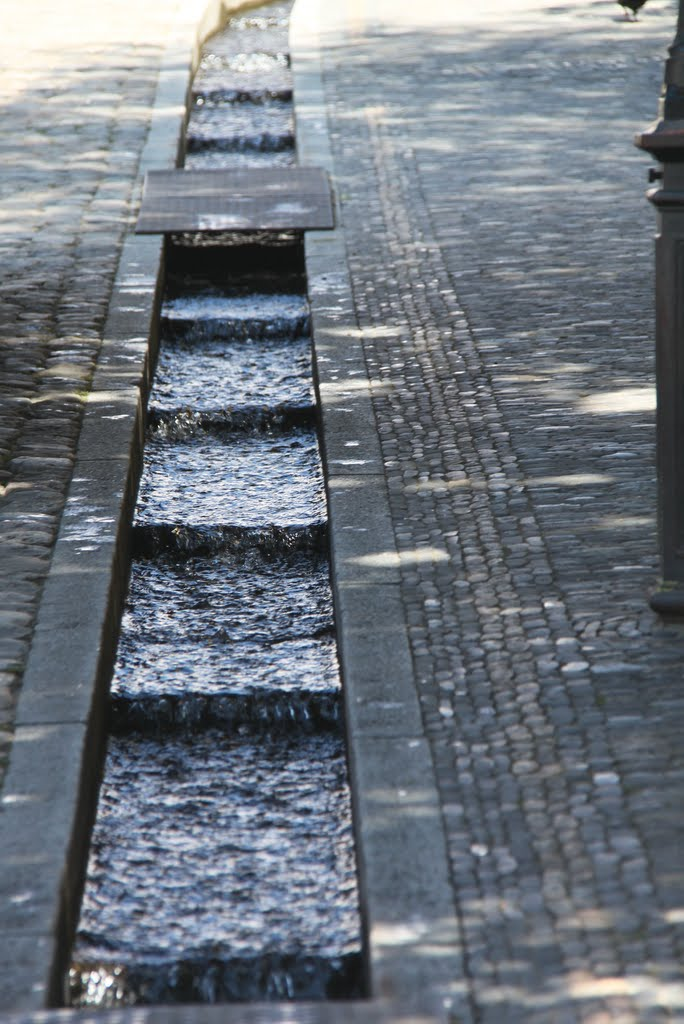
人工街溪

人工街溪（Bächle）是穿行于德国黑森林城市弗赖堡老城中许多街巷的溪流，为该市最有名的地标之一，颇受游客欢迎。

## 历史
关于人工街溪的记载最早是在13世纪，当时用于供水以及消防。在19世纪曾被视为过时，但仍然得以幸存至今。